# Уийт Ридж
Уийт Ридж (на английски: Wheat Ridge) е град в окръг Джеферсън, щата Колорадо, САЩ. Уийт Ридж е с население от 31 294 жители (2017) и обща площ от 23,5 km². Намира се на 1664 m надморска височина. ЗИП кодът му е 80033-80034, 80212, 80214-80215, а телефонният му код е 303, 720.